# Rhizomonanthes curvifolia
Rhizomonanthes es un género monotípico de arbustos  perteneciente a la familia Loranthaceae. Su única especie: Rhizomonanthes curvifolia (K.Krause) Danser, es originaria de Malasia. 

## Taxonomía
Rhizomonanthes curvifolia fue descrita por (K.Krause) Danser y publicado en Verhandelingen der Koninklijke Nederlandsche Akademie van Wetenschappen. Afdeeling Natuurkunde; Tweede Sectie  29(6): 100 en el año 1933.
Sinonimia
- Loranthus curvifolius K.Krause basónimo[1][2]